# إليزابيث فون أرنيم
إليزابيث فون أرنيم (بالإنجليزية: Elizabeth von Arnim) (و. 1866 – 1941 م) هي كاتبة، وروائية من المملكة المتحدة . ولدت في نيوساوث ويلز .
توفيت في تشارلستون، كارولاينا الجنوبية.

## أعمال بارزة
من أهم أعمالها:
- Elizabeth and Her German Garden[6]
- Christine[6]
- Princess Priscilla's Fortnight[6]
- Vera.[6]

## روابط خارجية
- إليزابيث فون أرنيم على موقع IMDb (الإنجليزية)
- إليزابيث فون أرنيم على موقع قاعدة بيانات برودواي على الإنترنت (الإنجليزية)
- إليزابيث فون أرنيم على موقع قاعدة بيانات الفيلم (الإنجليزية)